# Sentier de grande randonnée 97
Le sentier de grande randonnée 97 (GR 97) propose un tour du massif du Luberon, aux confins des départements des Vaucluse et Alpes-de-Haute-Provence, au cœur du parc naturel régional du Luberon.

## Itinéraire
Dans le Vaucluse
 Saint-Saturnin-lès-Apt  
 Rustrel
 Gignac   
 Viens 
Dans les Alpes-de-Haute-Provence
 Oppedette
 Sainte-Croix-à-Lauze
 Céreste
 Montjustin 
Dans le Vaucluse
 Vitrolles-en-Luberon
 Sommet du Gros Collet
 Cabrières-d'Aigues
 Cucuron 
 Vaugines
 Lourmarin
 Les Beaumes
 La Font-de-l’Orme
 Bastidon-du-Pradon 
 Oppède-le-Vieux 
 Maubec
 Robion
 Lagnes
 Fontaine-de-Vaucluse  
 Pouraque
 Abbaye de Sénanque
 Gordes
 Roussillon  Carrières d’ocre
 Les Ferriers
 Gargas